# Rosa di sangue (film 1917)
Rosa di sangue (The Rose of Blood) è un film muto del 1917 diretto da J. Gordon Edwards e interpretato da Theda Bara. Prodotto dalla Fox Film Corporation, il film uscì nelle sale il 4 novembre 1917.

## Trama
Lisza Tapenka lavora come istitutrice del principe Arbassoff. Quando la moglie di quest'ultimo muore, tra la donna e il principe si svilupperà una relazione amorosa. Da allora Lisza inizia a vivere una doppia vita come principessa e come rivoluzionaria, uccidendo molti funzionari governativi a cui lascia il suo simbolo, una rosa rossa.

## Produzione
Il film fu prodotto dalla Fox Film Corporation.

## Distribuzione
Il film uscì nelle sale cinematografiche USA il 4 novembre 1917. In Italia venne distribuito nel 1921.
Il film viene considerato perduto.

### Censura
Per la versione da distribuire in Italia la censura italiana ordinò la seguente modifica:
- Nella parte 4ª eliminare le scene di tortura che si svolgono sotto le didascalie: "Ho un mezzo infallibile per farvi parlare; Fate di me quello che volete; Vi dirò tutto quello che saprò; Ma risparmiategli questa atroce tortura".[1]